# Jakob Stilling

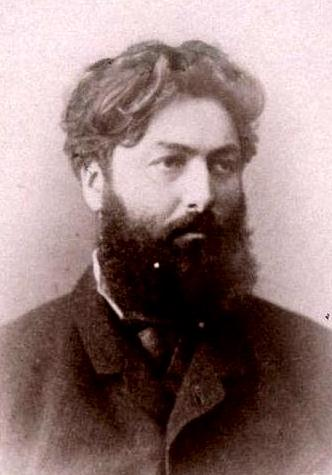
Jakob Stilling

Jakob Stilling (* 22. September 1842 in Cassel; † 30. April 1915 in Straßburg) war ein deutscher Augenarzt.

## Leben
Er war der erste Sohn des Anatomen und Chirurgen Benedikt Stilling und Bruder des Pathologen Heinrich Stilling und studierte Medizin in Göttingen, Marburg, Würzburg, Berlin und Paris. 1861 wurde er in Göttingen Mitglied des Corps Brunsviga. 1865 erfolgte seine Promotion zum Dr. med.
Ab 1867 war er Augenarzt in Kassel, doch auch während dieser Zeit erweiterte er sein Wissen über die Augenheilkunde in Paris, Berlin, Wien und Turin.
1874 gründete er in Kassel mit finanzieller Hilfe seines Vaters eine private Augenklinik in der Oberen Karlsstraße.
1877 führte er die nach ihm benannten Stilling'schen Farbtafeln ein, eine Reihe von pesudo-isochromatischen Tafeln, die zur diagnostischen Unterstützung bei Untersuchungen von Farbenblindheit bzw. Farbenfehlsichtigkeit eingesetzt wurden. Diese wurden immer wieder – u. a. von Ernst Hertel und Karl Velhagen – verbessert, sodass sie zwischenzeitlich als Stilling-Hertel-Farbtafeln oder Stilling-Velhagen-Farbtafeln und heute als (Velhagen-)Broschmann-Kuchenbecker-Farbtafeln bekannt sind.
1884 wurde er außerordentlicher Professor an der Universität Straßburg, nachdem er sich dort 1880 für Ophthalmologie habilitiert hatte.
1887 arbeitete er an der Erforschung einer Augenkrankheit, die zunächst als Stilling-Syndrom bezeichnet wurde. 1896 arbeitet auch Siegmund Türk daran und 1905 vervollständigte Alexander Duane die Beschreibung dieser Krankheit, weshalb sie heute als Duane-Syndrom bekannt ist.

## Werke
- Über die Heilung der Verengerungen der Thränenwege. Kassel, 1865
- Zur Theorie des Glaucoms. In: Albrecht von Graefes Archiv für Ophthalmologie, Berlin, XIV
- Eine Studie über den Bau des Glaskörpers. In: Albrecht von Graefes Archiv für Ophthalmologie, Berlin, XV
- Beiträge zur Lehre von den Farbenempfindungen, Stuttgart, 1875–1876
- Über Farbsinn und Farbenblindheit. Cassel, 1878
- Die Prüfung des Farbensinns beim Eisenbahn- und Marinepersonal. Kassel, 1878
- Über das Sehen der Farbenblindheit. Kassel, 1878
- Tafeln zur Bestimmung der Blau-Gelbblindheit. Kassel, 1878
- Über das Sehen der Farbenblinden, Kassel and Berlin, 1878/1883
- Pseudo-isochromatische Tafeln, Leipzig, 1878/18th Auflage Hertel 1929
- Untersuchungen über den Bau der optischen Centralorgane, Cassel & Berlin, 1882
- Untersuchungen über die Entstehung der Kurzsichtigkeit, Wiesbaden, 1887
- Schädelbau und Kurzsichtigkeit – ein anthropologische Untersuchung, Wiesbaden, 1887
- Anilinfarbstoffe des Antiseptica, Strassburg, 1890, 1891
- Anilin-Farbstoffe als Antiseptica und ihre Anwendung in der Praxis: 2. Mitteilung. Strassburg: Trübner, 1890. Digitalisierte Ausgabe der Universitäts- und Landesbibliothek Düsseldorf
- Grundzüge der Augenheilkunde, Wien & Leipzig, 1897
- Goethe’s Farbenlehre, Strassburg, 1899
- Psychologie der Gesichtsvorstellung nach Kants Theorie der Erfahrung. Berlin & Wien, 1901
- Die Kurzsichtigkeit, Berlin, 1903